# Diamesa loffleri
Diamesa loffleri är en tvåvingeart som beskrevs av Reiss 1968. Diamesa loffleri ingår i släktet Diamesa och familjen fjädermyggor.
Artens utbredningsområde är Nepal. Inga underarter finns listade i Catalogue of Life.